# جزيرة الأسد
جزيرة الأسد (بالإنجليزية: Lion Island)‏ هي جزيرة تقع في البحر الأبيض المتوسط شمال شرق مدينة عين زويت بولاية سكيكدة الواقعة شمال شرق الجزائر، تبلغ مساحة الجزيرة حوالي 0.55 هكتار.